# Bernard Bouvier
Bernard Henri Bouvier, född 8 september 1861, död 18 juli 1941, var en schweizisk litteraturhistoriker.
Bouvier studerade i Frankrike och Tyskland, blev 1890 professor i tyska språket och litteraturen vid universitetet i Genève, 1895 professor i franska språket och litteraturen. Sin största insats gjorde Bouvier genom kommenterade upplagor av Henri Frédéric Amiels skrifter. Bland hans arbeten märks L'œuvre d'Émile Zola (1904) och J. J. Rousseau (1912). På svenska finns utgivet Henri-Frédéric Amiel (1925). 1920 blev Bouvier hyllad med en festskrift, Mélanges d'histoire littéraire et de philologie.